# 워커힐로
워커힐로(Walkerhill-ro)는 서울특별시 광진구 광장동에 있는 서울특별시도로, 총 연장은 1.776 km이다. 도로의 명칭이 유래된 것은 한국 전쟁에 참전하였을 당시의 미국 장군인 월턴 워커 장군의 추모비가 있는 곳으로 주민이 인지하기가 쉬운 것에서 따왔다. 특이하게도 이 도로는 월정로처럼 다른 동인 구의동을 관통하고 있기 때문이다.

## 역사
- 2009년 10월 28일 : 도로명으로 워커힐로를 고시

## 주요 경유지
- 광진구
  - 광장동 (중간 통과 구간 : 구의2동)

## 접촉하는 도로
- 광나루로 (60, 48, 3001번 서울특별시도)
- 광장로
- 천호대로 (입체 교차로를 거쳐야 접속 가능, 50번 서울특별시도)
- 영화사로

## 주요 건물 및 시설
- 광장동 서울아파트 (워커힐로 13/광장동 520)
- 서울양진초등학교 (워커힐로 31/광장동 414-1)
- 구의야구장 (워커힐로 57-30/구의동 164-5)
- 정립회관 (워커힐로 93/구의동 16-3)
- 생태자료실 (워커힐로 127/광장동 5-117)
- 워커힐호텔 (워커힐로 177/광장동 122-1)

## 같이 보기
- 워커힐 아파트
- 워커힐 호텔앤리조트
- 월턴 워커